# Monero
Monero (XMR) är en kryptovaluta som är baserad på öppen källkod, skapades i april 2014 och inriktar sig på personlig integritet, decentralisering och skalbarhet. Till skillnad från många kryptovalutor som är härledda från Bitcoin, är Monero baserat på CryptoNote-protokollet och besitter väsentliga algoritmiska skillnader som har att göra med obfuskering av blockkedjan. Monero har fortgående stöd från sin community, och dess modulära kodarkitektur har lovordats av Wladimir J. van der Laan, som arbetar med Bitcoin Core. Efter att först ha rönt föga popularitet hos allmänheten, såg Monero en snabb tillväxt i marknadsvärde (från US$5M till US$185M)  och transaktionsvolym under 2016, delvis till följd av att valutan anammades av den stora darknet-marknaden AlphaBay i slutet av sommaren 2016.

## Historik
Monero lanserades den 18 april 2014, ursprungligen under namnet BitMonero, vilket är en sammansättning av bit (som i bitcoin) och monero (vilket betyder mynt på esperanto). Fem dagar senare valde communityn att avkorta beteckningen till Monero. Valutan lanserades som den första förgreningen (engelska: "fork") av CryptoNote-baserade Bytecoin, men publicerades med två väsentliga skillnader. För det första minskades den normativa blocktiden från 120 till 60 sekunder, och för det andra sänktes emissionstakten med 50 % (senare återgick Monero till 120 sekunders blocktid utan att för den skull ändra emissionsschemat, genom att dubblera blockbelöningen per nytt block). Dessutom upptäckte moneroutvecklarna många exempel på kod av dålig kvalitet, vilken sedermera städades upp och organiserades om.[källa behövs]
Ett par veckor efter lansering utvecklades en optimerad  GPU-brytare (engelska: "miner") för bevis-på-arbete-funktionen i CryptoNight.
Den 4 september 2014 återhämtade sig Monero från en ovanlig och ny typ av attack som utfördes mot kryptovalutans nätverk.
Den 10 januari 2017 stärktes integriteten ytterligare hos Moneros transaktioner med den valfria användningen av Bitcoin Core-utvecklaren Gregory Maxwells algoritm Ring Confidential Transactions, med början vid block #1220516. Innan dess var transaktioner helt enkelt obfuskerade genom sammanblandning. En ringsignaturalgoritm inför ett ytterligare lager av diskretion genom att inte visa det belopp som ingår i en transaktion för någon som inte är direkt delaktig i den. RingCT-transaktioner är aktiverade som 
standard, men det är ändå möjligt att skicka en transaktion utan RingCT fram till nästa hårda förgrening i september 2017. I början av februari använde över 95 % av alla icke-coinbase-transaktioner den valfria RingCT-funktionen.

## Grävning
Monero använder en algoritm för att kontrollera hur RandomX validerar transaktioner. RandomX är en ASIC-skyddad algoritm för grävning. Metoden lancerades i november 2019 för att ersätta den tidigare CryptoNightR-algoritmen. Båda algoritmerna utvecklades för att vara resistenta mot ASIC-metoden som vanligtvis används för att utvinna sådana kryptovalutor som Bitcoin. Monero kan utvinnas ganska effektivt på sådana konsumenthårdvaror som x86, x86-64, ARM och GPU:er, en projektlösning baserad på Monero-projektets motstånd mot centraliseringen av grävning genom ASIC-metoden, men det ledde också till Moneros popularitet bland brytare som använder skadliga programvaror utan samtycke.